# Kappahl

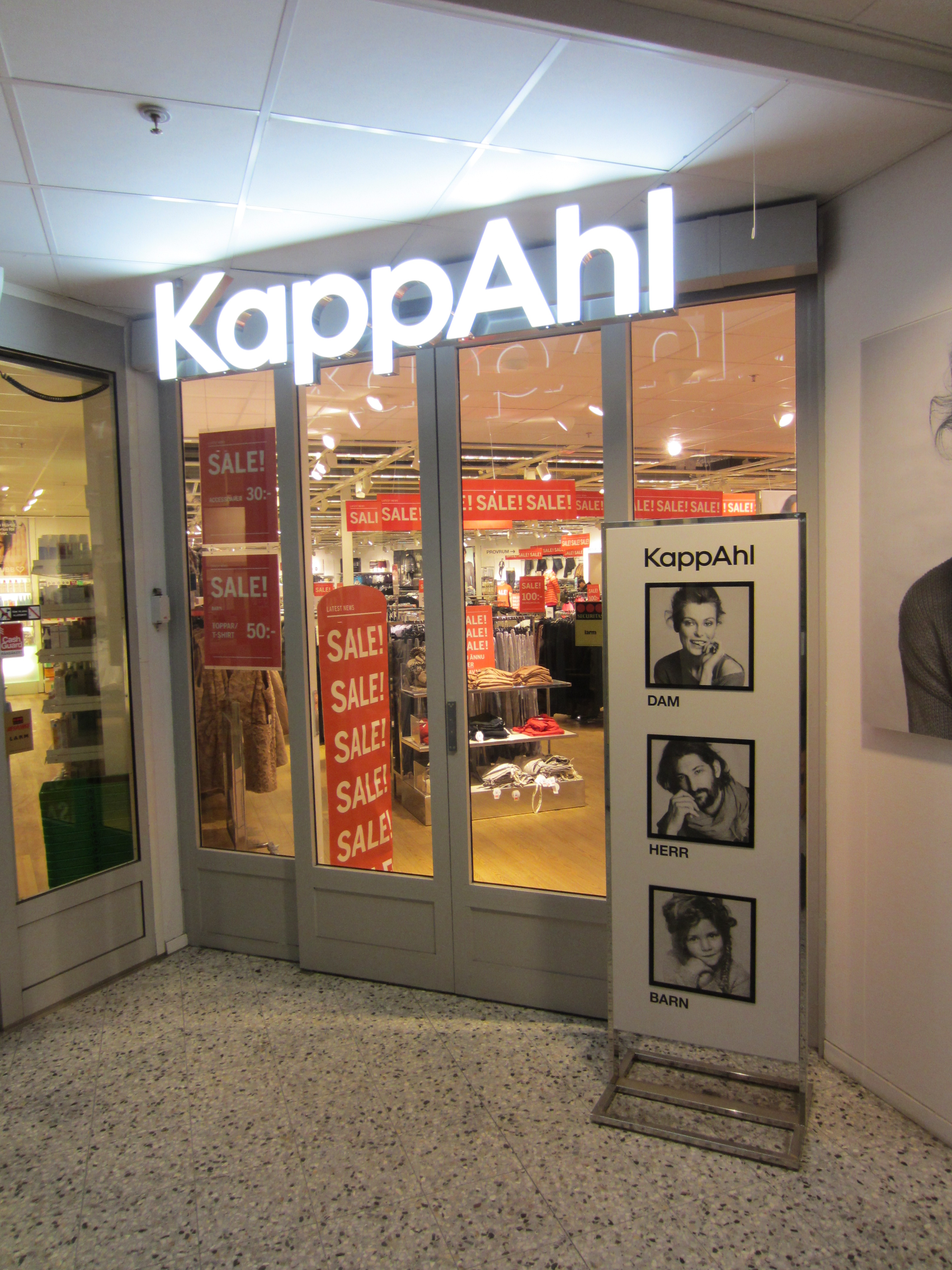
KappAhl, Umeå, Szwecja.

Kappahl (własna pisownia KappAhl) – szwedzka sieć odzieżowa, posiadająca 270 sklepów w czterech państwach Europy. 
Od 2004 roku należy do firm Nordic Capital i Accent Equity Partners, które przejęły ją, płacąc 1,95 mld koron szwedzkich. Rocznie sprzedaje około 40 mln sztuk odzieży, zatrudnia 3700 pracowników. W roku finansowym 2005/2006 firma miała obroty rzędu 4,2 mld koron i zysk operacyjny 530 mln koron.
Jej początki sięgają 1953 roku, kiedy biznesmen Per-Olof Ahl otworzył butik z płaszczami na przedmieściach Göteborgu. Sukces firmy doprowadził do powstania sieci sklepów w Szwecji, a od 1985 roku KappAhl zaczął ekspansję zagraniczną. Ten trend został w ostatnich latach przyhamowany – firma wycofała się ze Szwajcarii, Danii i Czech, koncentrując się na krajach Półwyspu Skandynawskiego oraz Polsce, gdzie jest obecna od 1999 roku.
Własnością KappAhl są m.in. takie kolekcje jak Creem, Kaxs, Hampton Republic 27, XLNT.